# (4226) Damiaan
(4226) Damiaan ist ein Hauptgürtelasteroid, der am 1. September 1989 von Eric Walter Elst vom Observatoire de Haute-Provence aus entdeckt wurde.
Der Asteroid wurde am 12. Dezember 1989 nach dem heiligen Damian de Veuster (1840–1889) benannt.